# Cuttino Mobley
Pour les articles homonymes, voir Mobley.
Cuttino Rashawn Mobley dit Cuttino Mobley, né le 1er septembre 1975 à Philadelphie en Pennsylvanie, est un ancien joueur américain de basket-ball. Il mesure 1,93 m et évoluait au poste d'arrière.

## Biographie

### Collège et université
Cuttino Mobley joue au football américain au poste de quaterback et wide receiver au collège. Puis il effectue ses études à l'université du Rhode Island.

### Carrière NBA
Il est sélectionné au 2e tour en 41e position de la Draft 1998 de la NBA par les Rockets de Houston. Il joue pour les Rockets de 1998 à 2004, où il côtoie notamment Steve Francis avec lequel il est transféré au Magic d'Orlando en 2004. Au cours de la saison 2004-2005, il est échangé contre Doug Christie et finit la saison avec les Kings de Sacramento. Il signe en 2005 chez les Clippers de Los Angeles. Le 21 novembre 2008, il est envoyé aux Knicks de New York avec Tim Thomas contre Zach Randolph et Mardy Collins.
Le 10 décembre 2008, il annonce sa retraite à l'âge de 33 ans en raison d'un problème cardiaque.